# لويس فوينتيس خيمينيز
لويس فوينتيس خيمينيز (بالإسبانية: Luís Fuentes Jiménez)‏ (21 مارس 1995 في تشيلي - ) هو مدرب كرة قدم ولاعب كرة قدم تشيلي في مركز الدفاع. لعب مع نادي أوهيجينس.

## وصلات خارجية
- لويس فوينتيس خيمينيز على موقع قاعدة بيانات كرة القدم.إي يو (الإنجليزية)
- لويس فوينتيس خيمينيز على موقع Soccerway.com (الإنجليزية)
- لويس فوينتيس خيمينيز على موقع عالم كرة القدم.نت (الإنجليزية)